# Josef Hennerici
Josef Hennerici (* 15. August 1890 in Mayen; † 6. Oktober 1974 ebenda) war ein deutscher Politiker (SPD).

## Leben
Hennerici, der katholischer Konfession war, besuchte die katholische Volksschule und leistete 1911/12 Militärdienst. Danach war er als Steinmetz tätig, 1914–1916 leistete er Kriegsdienst im Ersten Weltkrieg und wurde als kriegsbeschädigt ausgemustert. 1919–1920 war er Angestellter bei der Kreisverwaltung Mayen und 1920 bis 1933 beim Finanzamt Mayen. Nach der Machtergreifung der Nationalsozialisten wurde er 1933 entlassen und inhaftiert. 1934 wurde er unter Strafversetzung zum Finanzamt Koblenz wieder eingestellt und arbeitete 1939–1945 wieder beim Finanzamt Mayen. Nach dem 20. Juli 1944 wurde er im Rahmen der Aktion Gitter erneut inhaftiert. Ab 1950 war er Angestellter beim Landesamt für Wiedergutmachung.

## Politik
1913 wurde er Mitglied der SPD und 1920 Ortsvereinsvorsitzender. Vor 1933 war er Stadtverordneter, Fraktionsvorsitzender der SPD und Beigeordneter der Stadt Mayen. Daneben war er Vorsitzender der AOK Mayen-Stadt.
1945–1949 war er Amtsbürgermeister Mayen-Land. 1945–1946 war er Kreisdeputierter und danach 1946 bis 1961 Mitglied des Kreistags. 1948–1952 und 1946–1960 war er Zweiter Kreisdeputierter.
Für die SPD war er 1946/47 Mitglied der Beratenden Landesversammlung. Dort war er Mitglied im Finanzausschuss.

## Auszeichnungen
- Freiherr-vom-Stein-Plakette (1954)
- Bundesverdienstkreuz Erster Klasse (1964)
- Ehrenbürger von Mayen (16. April 1969)[1]